# Лідія Шишманова
Лідія Михайлівна Шишманова (до шлюбу Драгоманова, болг. Лидия Шишманова; 17 жовтня 1865, Київ — 7 лютого 1937, Софія, Болгарія) — українська та болгарська письменниця, журналістка, театральна і музична критикиня, перекладачка, активістка жіночого руху, громадська діячка, господиня літературного салону. Українка, яка своєю працею сприяла розвиткові та зміцненню українсько-болгарських взаємин.
Племінниця Олени Пчілки та кузина Лесі Українки, Михайла Косача, Оксани Драгоманової. Рідна сестра Світозара Драгоманова та Аріадни Труш.

## Життєпис
Народилася 17 жовтня 1865 року в місті Київ першою дитиною в родині Михайла Драгоманова та Людмили Драгоманової.
На початку 1870-х р. виїхала з батьками за кордон (у наукове відрядження батька), де прожила три роки: рік у Німеччині та два — в Італії. У 8 років вже розмовляла українською, російською, німецькою, французькою і трохи італійською.
1876 р. через заборону царським урядом викладати в українських університетах батько вимушений був назавжди залишити Київ і виїхати за кордон, спочатку у Відень, а потім до Швейцарії.
Восени 1876 р. Лідія з мамою прибула до батька в Женеву. Тут отримала середню освіту, відвідувала заняття приватних професорів, навчалася в Женевському університеті на філологічному факультеті. Пройшла повний курс порівняльної історії літератури, відвідувала лекції з філософії. Вивчала історію мистецтва, стиль і композицію, декламацію. Навчалася музиці (клас фортепіано) в приватній консерваторії. Вчилася співу у пані Сіллем, учениці відомого професора Стокгаузена. Мала сильне драматичне меццо-сопрано. Зохоплюючись музикою, вивчала партитури, співала арії, всі партії деяких опер. Діапазон її голосу — від нижнього «ля» до верхнього «до». Добре граючи на фортепіано, у дорослому віці популяризувала творчість Миколи Лисенка, який присвятив їй романс «Садок вишневий коло хати» (1868) на слова Тараса Шевченка.
Великий вплив на Лідію Шишманову та її освіту мав батько, якого вона вважала «вчителем свого життя». Швейцарію вважала «своєю другою вітчизною, тому що там виросла і там оформилося остаточно моє скромне я».
У 1884—1885 рр. закінчила університет і консерваторію.

### Юність

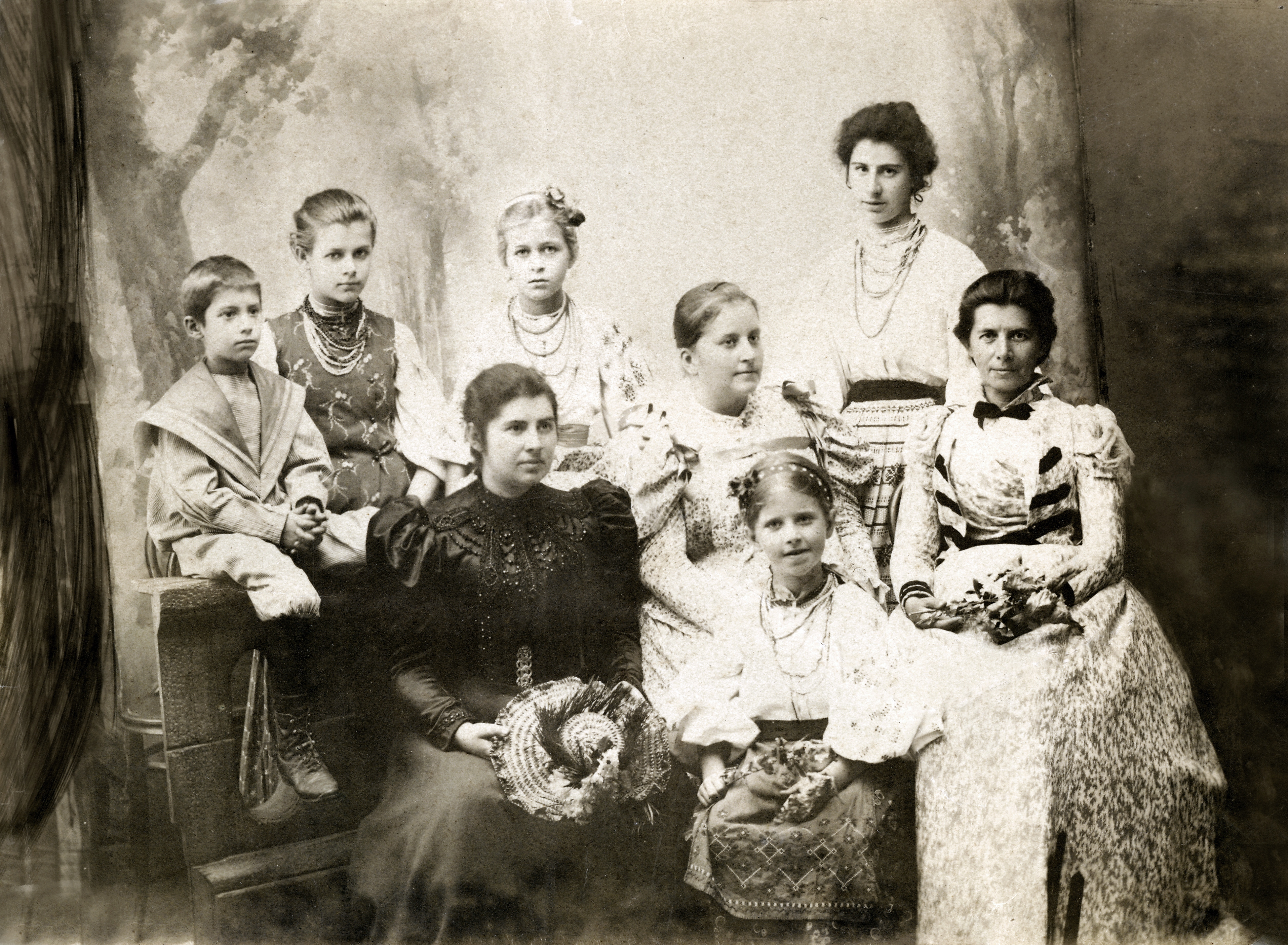
Драгоманови й Косачі у 1890-х. Сидять, зліва направо: Світозар, Лідія, Олександра (дружина Олександра Драгоманова) з донькою Оксаною, Олена Пчілка. Стоять, зліва направо: Оксана й Ізидора Косач та Аріадна Драгоманова

1885 р. розпочала перекладацьку діяльність з перекладу на французьку мову «Марії» Т. Шевченка. Батько заохотив Лідію перекласти французькою болгарські релігійні легенди, що були згодом опубліковані у французькому журналі «Le Melusine» з передмовою та коментарями Михайла Драгоманова (1888), а за наполяганням Ернеста Леру 1896 р. легенди вийшли окремою книжкою в Парижі.
На початку 1886 р. познайомилася з болгарським студентом Іваном Шишмановим, який приїхав на навчання в Женевський університет, зокрема, щоб відвідувати і лекції М. Драгоманова.
28 грудня 1888 (9 січня 1889) року Лідія та Іван обвінчались у Болгарії, у церкві «Крал Стефан» (зараз «Света Неделя») та переїхали жити до Софії того ж року, де Іван уже на цей час працював.
19 листопада 1889 року народила сина Дімітра (Дмитра). Пологи були важкими, тому батько Лідії, який на той час переїхав до Софії, очоливши катедру історії у Вищій школі, допомагав чим міг, мама з молодшою сестрою Радою була ще в Женеві.
У Софії Лідія Шишманова активно включилася в культурне життя болгарської столиці.
12 лютого 1893 р. створила Болгарське музичне товариство. Алеко Константінов, присутній на установчих зборах товариства, був обраний секретарем, змалював цю подію у віршовано-гумористичній формі. За його словами, збори відбулися у салоні Лідії Шишманової і на них були присутні близько 20-ти дам з вищого світу. Членкинями музичного товариства були також Людмила Драгоманова з молодшою донькою Аріадною. Людмила Драгоманова подарувала товариству збірники з творами Миколи Лисенка. У салоні було засновано також і мистецьке товариство, на виставках якого експонувала свої картини Людмила Драгоманова. Лідія Шишманова започаткувала один з перших знаменитих софійських літературних салонів, подібних до тих, які організовували мадам де Сталь і Жорж Санд в Парижі.
У 1894—1895 рр. родину Михайла та Людмили Драгоманових відвідала двоюрідна сестра Лідії, письменниця Леся Українка. Мешкаючи в будинку Драгоманових у Софії, сестри часто бачилися, а після спільної поїздки влітку до Владаї Лесі, Ради та Лідії родички зблизилися; а по від'їзді кузини додому в Київ, — активно листувалися.
20 червня 1895 р. родина Драгоманових-Шишманових пережила важку втрату — помер Михайло Драгоманов. Через кілька днів після смерті сина Михайла у Гадячі на 74-му році життя померла Лідина бабуся Єлизавета Драгоманова.

### Зрілість
1899 р. Лідія Шишманова як театральна критикиня дебютувала в журналі «Български преглед» із статею про спектаклі трупи «Сълза и смях».
У 1911—1913 рр. активно дописувала в газету «Рада».
З 1913 р. по 1915 р. у журналі «Свободно мнение» вела дві рубрики — «Театральна хроніка» і «Музична хроніка». Перекладала французькою мовою, працювала журналісткою, дописуючи до багатьох болгарських та європейських журналів.
Співпрацювала з українською еміґрацією в Софії як активна і почесна учасниця різних товариств і комітетів. Стояла біля витоків «Українсько-болгарського товариства», першим керівником якого був її чоловік. Започатковане 1918 р., товариство поновило свою роботу 1926 р. — відзначало річниці видатних українських діячів, організовувало українські вечори, вистави, концерти.
Після передчасної смерти чоловіка у 1928 р. Лідія Шишманова укладає його незавершені або неопубліковані твори. Упорядкувала й видала друком понад 100 сторінок мемуаристики про чоловіка та свого батька Михайла Драгоманова.
Входила до багатьох товариств і організацій, популяризуючи серед болгар ідеали демократії. Зокрема належала до «Клубу болгарських письменниць», «Жіночого союзу», «Товариства за мир і свободу», «Ліги англомовних».
Завдяки своїй рішучості, хоробрості була в перших рядах борців за національну та соціальну свободу болгар. На початку 1920-х Шишманова включилася в рух борців за мир і стала головою болгарської секції «Міжнародної жіночої ліги миру і свободи». Водночас дописувала до українських часописів.
1929 р. Лідія Шишманова подарувала «Семінару порівняльної літературної історії» особисту бібліотеку проф. Івана Шишманова.
На урочистому річному чаюванні 1933 р. поет Змєй Горянін привітав жартівливою поемою «Клуб жінок письменниць» з нагоди третього дня народження Клубу, присвятивши кожній письменниці по епіграмі. Лідія Шишманова першою отримала гумористичне вітання.

### Останні роки
3 листопада 1935 р. в Софії, з ініціативи «Ліги», було відсвятковано 70-річчя від дня народження й 50-річчя публіцистичної та громадської діяльності Лідії Шишманової. В урочистостях взяли участь представники царського Палацу, посли Франції й Чехословаччини, представники міністерств, наукового світу, українських організацій, письменники, артисти. Болгарський цар Борис ІІІ нагородив Лідію Шишманову Дамським Хрестом І ст. за заслуги. Нагороду вручив Ат. Ілієв. Від українських організацій отримала вітальний адрес і кошик жовтих хризантем, оздоблений блакиттю.
7 лютого 1937 р. Лідія Шишманова померла.
Похорон відбувся в Софії, в старій церкві Св. Софії за численної участі друзів, офіційних осіб, міністрів та представників інших держав. Після заупокійної літургії її поховали на Софійському кладовищі в родинному склепі Шишманових. Від українців проводжав Лідію Драгоманову-Шишманову в останню дорогу інж. В. Филонович.

## Творчість
Видала в Парижі один том «Legendes religieuses bulgares», працювала в журналі «Le Melusine», була театральною критикинею «Le Bulgarie».
1899 року в журналі «Български преглед» вийшла її стаття про вистави, якими почався театральний сезон. Друга стаття була присвячена трьом виставам, зокрема, постановці «Ревізора» Миколи Гоголя, а третя стаття (січень 1900 року) також містила рецензію на спектакль «Глитай, або ж Павук» Марка Кропивницького.
Ввела у журналі «Свободно мнение» колонки про музичні та театральні хроніки. Дописувала в українську газету «Рада».
Перекладала французькою твори болгарських письменників, наприклад, «Нова земля», «В недрата на Родопите» Івана Вазова, Миколи Райнова, Йордана Йовкова, «Братя» Добрі Немірова, роман Анни Камєнової «Харитининия грях». 1928 року переклала французькою мовою поему Рачо Стоянова «Майстори».
Написала спогади про Михайла Драгоманова, Лесю Українку та Івана Шишманова.

## Ушанування пам'яті
1938 року Дмитро Шишманов започаткував літературний конкурс рукописних творів «Лідія і Іван Шишманови», одначе інформація про конкурс відсутня.